# Уэйкфилд Экспресс
«Уэйкфилд Экспресс» (англ. Wakefield Express) — короткометражный документальный фильм режиссёра Линдсея Андерсона, снятый в 1952 году и вошедший в программу третьего показа работ (1957) движения «Свободное кино».

## Сюжет
«Уэйкфилд Экспресс» — еженедельная газета, вот уже сотню лет выходящая в йоркширском городе Уэйкфилд. Камера фиксирует не только технические подробности, сопровождающие появление очередного выпуска (редакторская и типографская работа), но и повседневную работу репортёров, собирающих информацию из самых разнообразных источников — от случайно встреченных на улице знакомых до высших должностных лиц мэрии. Освещаются и важные события местного масштаба: игра городской регбийной команды, спуск на воду очередного судна, построенного на местных верфях, открытие памятника погибшим на войне землякам и так далее.

## О фильме
Съёмки фильма были приурочены к столетию основания газеты «Уэйкфилд Экспресс». Первоначально предполагалось, что лента просто покажет процесс издания, однако в итоге Линдсей Андерсон создал более широкую картину жизни небольшого провинциального городка. В итоге фильм пролежал на полке до 1957 года, когда был впервые показан в программе «Свободного кино». Хотя он был снят задолго до оформления этого движения, в нём присутствуют многие характерные элементы, в частности обращение к показу обычных людей и их повседневного существования.